# Nabiareżnaja
Nabiareżnaja (biał. Набярэжная; ros. Набережная; hist. pol. Wońki) – wieś na Białorusi, w obwodzie brzeskim, w rejonie lachowickim, w sielsowiecie Honczary, nad lachowickim zbiornikiem retencyjnym na Szczarze.

## Historia
W dwudziestoleciu międzywojennym Wońki leżały w Polsce, w województwie nowogródzkim, w powiecie baranowickim, w gminie Niedźwiedzica. W 1921 miejscowość liczyła 114 mieszkańców, zamieszkałych w 24 budynkach, wyłącznie Polaków wyznania prawosławnego.
Po II wojnie światowej w granicach Związku Sowieckiego. Do 1971 roku nosiła nazwę Wońki. Od 1991 w niepodległej Białorusi.